# Drymaeus acervatus
Drymaeus acervatus е вид коремоного от семейство Bulimulidae. Видът е световно застрашен, със статут Уязвим.

## Разпространение
Разпространен е в Бразилия.